# Inés de Zúñiga y Velasco
Inés de Zúñiga y Velasco, född 1584, död 1647, var en spansk hovfunktionär. Hon var gift med Gaspar de Guzmán y Pimentel, hovdam åt Margareta av Österrike (1584–1611), överhovmästarinna (Camarera mayor de palacio) åt Elisabet av Frankrike (1602–1644) 
1627-1643 och guvernant åt kronprins Baltasar Carlos de Austria. Hon har skildrats i Benito Pérez Galdós's roman Doña Perfecta.